# Martina Michels
Martina Michels, née le 1er décembre 1955 à Berlin, est une femme politique allemande, membre de Die Linke.
Elle devient députée européenne en septembre 2013, à la suite du décès de Lothar Bisky et le demeure jusqu'en 2024.